# George Johnson (basket-ball)
Pour les articles homonymes, voir Johnson et George Johnson.
George Thomas Johnson (né le 18 décembre 1948 à Tylertown, Mississippi) est un joueur américain de basket-ball. Intérieur issu de l'université Dillard, il joue 13 saisons en NBA (1972-1983; 1984-1986) sous les couleurs des Warriors de Golden State, des Braves de Buffalo, des Nets du New Jersey, des Spurs de San Antonio, des Hawks d'Atlanta et des SuperSonics de Seattle. Johnson est un joueur de complément de l'équipe des Warriors championne NBA en 1975 et capte 5887 rebonds en carrière. Il est le meilleur contreur de la NBA à trois reprises (1978, 1981, 1982) et est nommé dans la NBA All-Defensive Second Team en 1981.

## Anecdotes
Inspiré par son coéquipier Rick Barry, Johnson tirait ses lancers-francs "à la cuillère".

## Pour approfondir
- Liste des meilleurs contreurs en NBA par saison.
- Liste des meilleurs contreurs en NBA en carrière.
- Liste des joueurs de NBA avec 10 contres et plus sur un match.